# Kalligramma elegans
Kalligramma elegans (лат.) — вид ископаемых насекомых из рода Kalligramma, обитавших в Китае 166,1—157,3 млн лет назад. Описан по переднему крылу образца CNU-NEU-NN2013005.

## Описание
Обнаружен в Даохугоу, в Центральной Монголии в Китае. Видовое название происходит от слова «elegans» — что переводится как «элегантный», «грациозный». Наиболее близок к Kalligramma paradoxum, но может быть отделен от него (и других видов рода Kalligramma) по строению глазного пятна: расстояние между внутренним и внешним серыми кольцами проксимального пятна глаза намного меньше диаметра центрального темного пятна, а расстояние между три серых кольца от глазного пятна примерно равны их ширине. Обнаружено 75 мм длины переднего крыла, предполагается, что полная длина — 90 мм. Обнаружено 41,5 мм ширины крыла (предполагается, что полная ширина — 42—42,5 мм). Пространство ребристых чешуек умеренно широкое; немного сужен к основанию. ScA хорошо развита, сильно изогнута и заканчивается на SCP. Плечевая жилка простая, невозвратная (вершинная часть лишь слегка изогнута к основанию крыла), толстая. Две базальные подребристые жилки толстые; другие заметно тоньше, сильно наклонены к вершине крыла; большинство субкостальных жилок один-два раза раздвоены, соединены многочисленными поперечными жилками. Подреберья умеренно широкие; с густыми поперечными жилками, но более широко расставленными, чем в радиальном пространстве. Подреберье заметно уже подреберья; с густыми поперечными жилками. RP берет начало у основания крыла, с двумя ORBS: ORBI (RP1) довольно глубоко раздвоена (в пределах глазного пятна); ORB2 (собственно RP) с 12 сохранившимися ветвями, дихотомически разветвлены дистально. М далеко отстоят от R в основании; разделяясь на MA, MP хорошо проксимально отходит от RP2. МА сильно вогнутая, почти прямая почти на всем протяжении, неглубокая, дистально гребенчато разветвленная. MP занимает относительно большую площадь, ее задний след с пятью гребенчатыми ветвями, направленными вперед; проксимально-самая ветвь (MPI) с четырьмя-пятью гребенчатыми ветвями, направленными назад; остальные ветви МП довольно неглубоко дихотомически разветвлены. Стебель Cu очень короткий (Cu делится на CuA и Cup у основания крыла). CuA сильно выпуклая, с тремя гребенчатыми ветвями дистально, дихотомически разветвленными. CuP слегка сигмовидная в основании, вогнутая, дистально с тремя длинными гребенчатыми ветвями, дихотомически разветвленными. AA1 длинный, дихотомически разветвленный. АА2 длинный, гребенчато разветвленный, с девятью длинными дихотомически разветвленными ветвями. АА3 короткая, сохранилась не полностью. Поперечные жилки очень густые по всему крылу; многие поперечные жилки аномально раздвоены в радиальном, интракубитальном и траанальном пространствах; две поперечные жилки аномально срослись медиально (три случая) или соединены дополнительной поперечной жилкой (пять случаев). Коста спереди покрыта очень короткими густыми волосками; жилки более тонкие, поперечные жилки покрыты довольно редкими, более длинными волосками, расположенными в одну линию. Мембранные волоски очень густые в пространстве с ребристыми чешуйками, редки в других местах крыла. Глазчатое пятно хорошо развито, состоит из черноватой центральной структуры, нескольких более мелких коричневых округлых образований, сероватых колец. Центральная черноватая структура овальной формы, 10 мм на 7 мм, с одним коричневым пятном в центре (диаметром ~2 мм) и множеством (количеством ~20) более мелких коричневых или бледных пятен разного размера (диаметром от 0,2 до 1 мм), образуя кольцо вокруг центральной структуры. Вокруг этой структуры три овоидных кольца сероватого цвета. Внутреннее кольцо овальное, узкое (шириной 1—1,5 мм); между его внутренней границей и черноватой структурой расстояние 3 мм. Промежуточное кольцо более широкое, 2—3 мм спереди, 4—5 мм сзади; между его внутренним краем и первым кольцом расстояние 1—2 мм. Наружное кольцо неполное, нечеткое, наиболее широкое. Остальная часть окраски крыла состоит из нескольких сероватых пятен и пятен над крылом.